# Emil Stoica
Emil Stoica (n. 7 aprilie 1951) este un deputat român în legislatura 1990-1992 ales în județul Brașov pe listele partidului FSN. În legislatura 1992-1996, Emil Stoica a fost ales pe listele PDSR. Emil Stoica este doctor în matematică de la Universitatea Alexandru Ioan Cuza din Iași. 